# Петухова (Кудымкарский район)
Петухова — деревня в Кудымкарском районе Пермского края. Входила в состав Ошибского сельского поселения. Располагается на берегу реки Косыл северо-восточнее от города Кудымкара. Расстояние до районного центра составляет 34 км. По данным Всероссийской переписи населения 2010 года, в деревне проживало 96 человек (48 мужчин и 48 женщин).

## История
По данным на 1 июля 1963 года, в деревне проживало 130 человек. До конца 1962 года населённый пункт входил в состав Ошибского сельсовета, а в 1963 году деревня вошла в состав Новоселовского сельсовета.